# 토요타 그란비아

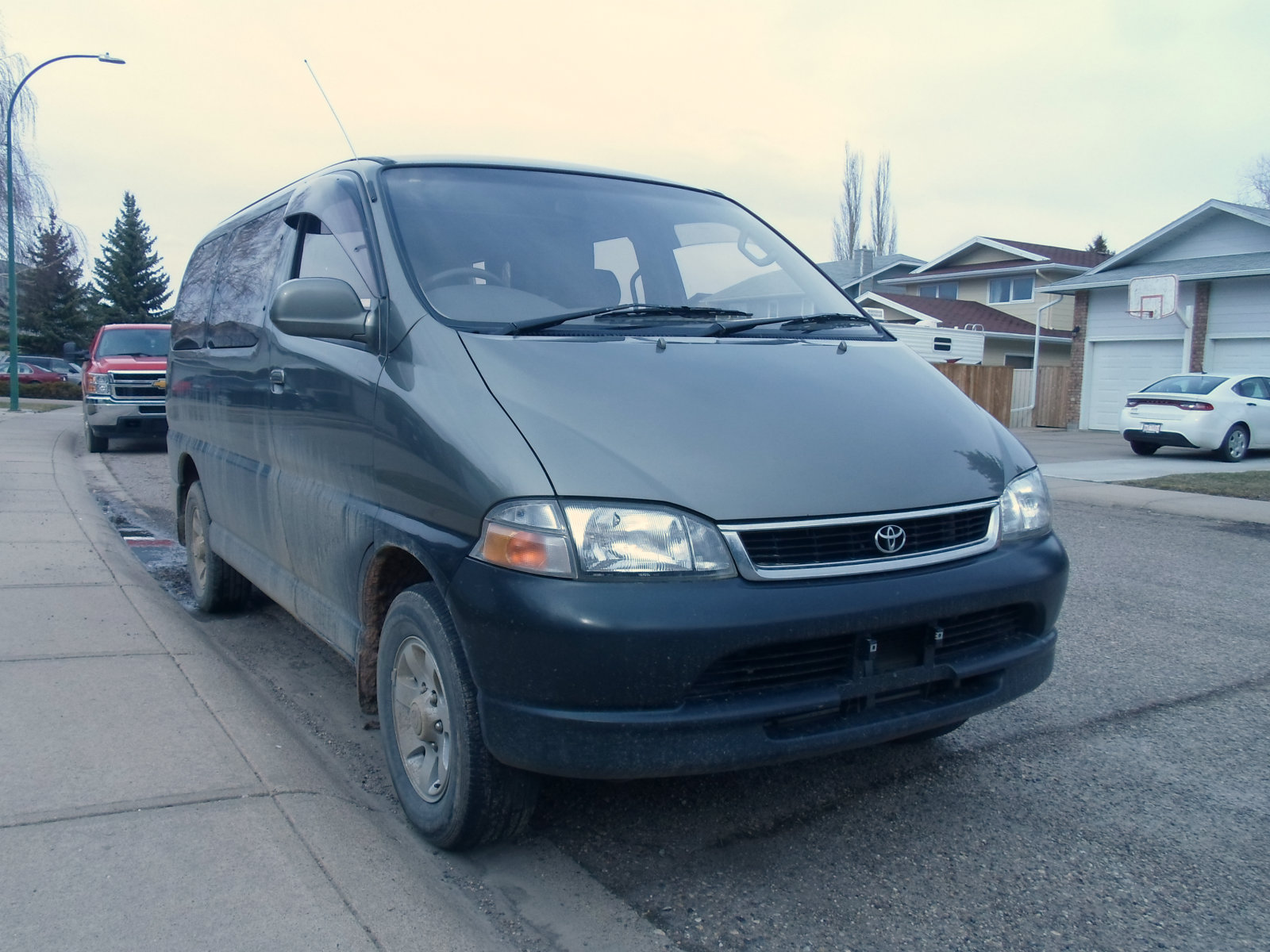
토요타 그란비아(전기형) 정측면

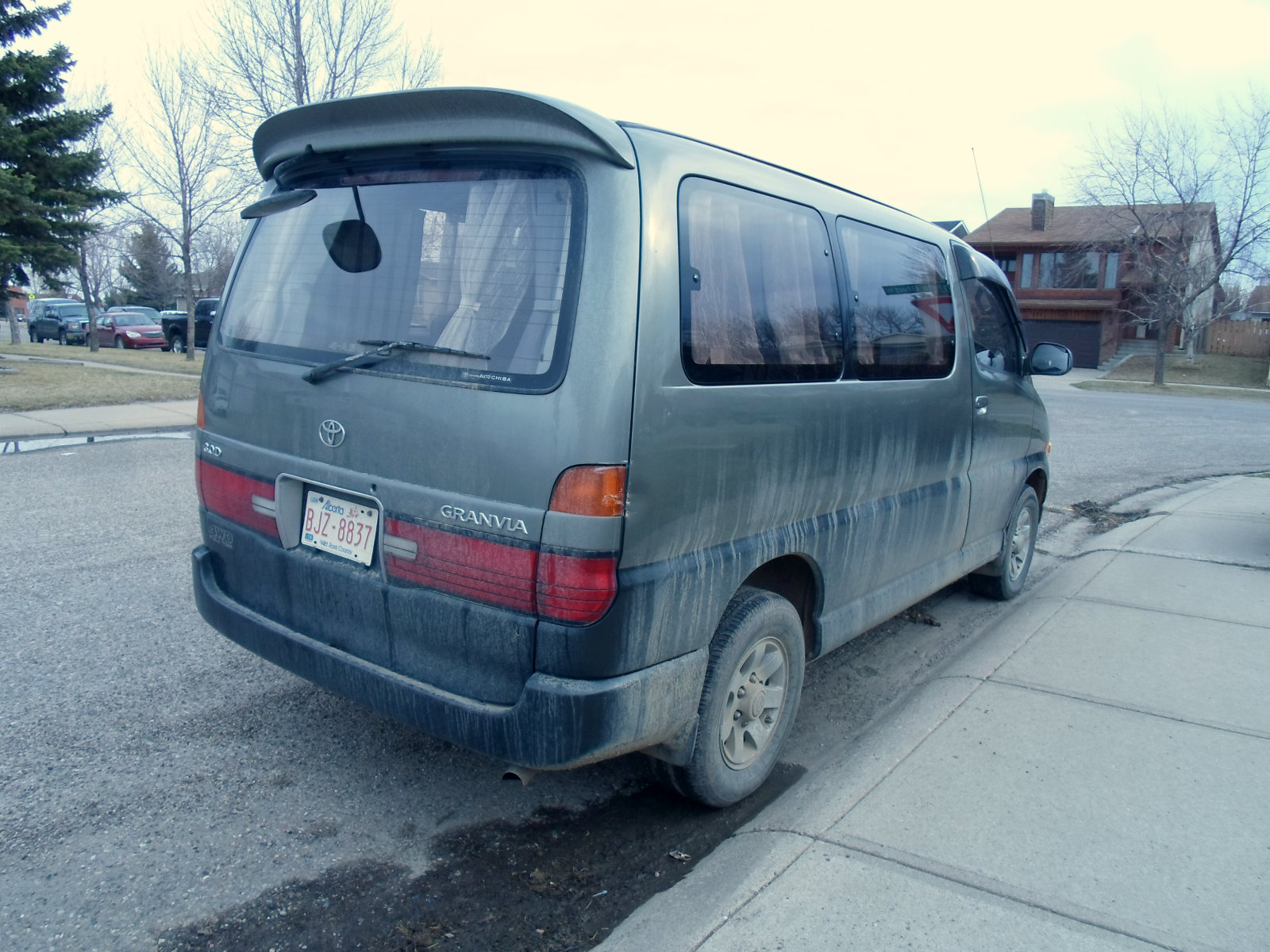
토요타 그란비아(전기형) 후측면프레지오

토요타 그란비아(Toyota Granvia)는 토요타 자동차의 승합차로, 토요타 오토 딜러(이후 넷츠 딜러로 변경)에서 판매되었다. 1995년 8월에 출시된 그란비아는 전폭 1,700mm를 넘는 3 넘버 차종에 해당되는 크기로, 판매 당시에는 최상급 승합차이었다. 토요타 자동차의 원 박스 카에서 처음으로 이루어진 프론트 엔진 차종으로, 이후에 유럽에서 출시된 새로운 충돌 안전 기준을 충족시키기 위하여 세미 본넷형으로 된 하이에이스의 유럽 사양과 디자인 및 메커니즘의 대부분을 공용한다. 당초 라인업은 7인승 Q와 8인승 G만 존재하였으나, 이후 일본산 승합차 최초의 듀얼 슬라이드 도어가 적용된 Q 듀얼 슬라이드 도어, Q 엑설런트 셀렉션 듀얼 슬라이드 도어, Q 프레스티지 셀렉션, G 크루징 셀렉션, G 컴포트 셀렉션 등이 추가되었다. 1997년 4월에는 일본의 좁은 도로 사정을 감안하여 그란비아 차체에 5 넘버 차종에 해당되는 크기인 전폭 1,700mm 미만의 하이에이스 레지어스(이후 레지어스로 차명 변경)가 출시되었다. 당초 그란비아의 판매량은 일정 수준을 유지하고 있었다. 그러나 1997년 5월에 출시된 닛산 엘그란드가 존재감 있는 프론트 뷰, 호화로우면서 넓은 실내, 승차감과 핸들링 등에서 호평을 받아 그란비아를 훨씬 능가하는 판매량을 기록하게 되었다. 이를 의식하여 1999년 8월에 페이스 리프트를 거쳐 헤드 램프와 라디에이터 그릴의 크기를 키우고, 라인업 중 상급인 Q 트림에는 모두 듀얼 슬라이드 도어가 적용되었다. 계기판과 시트의 디자인이 새로워지고, 스티어링 휠의 형상 변경이나 DVD 네비게이션의 적용 등 상용차 이미지를 불식시켜 상품성을 높였다. 이 페이스 리프트와 더불어 그란비아를 더 호화롭게 꾸민 형제 차종인 그랜드 하이에이스와 한 레지어스를 더 스포티하게 꾸민 형제 차종인 투어링 하이에이스가 출시되었다. 그러나 차종이 많은 것에서 구매층에게 혼란이 가중되는 등 결국 단종될 때까지 닛산 엘그란드에 고전하게 되었다. 2002년 5월에 알파드 V가 출시되어 단종되었다.

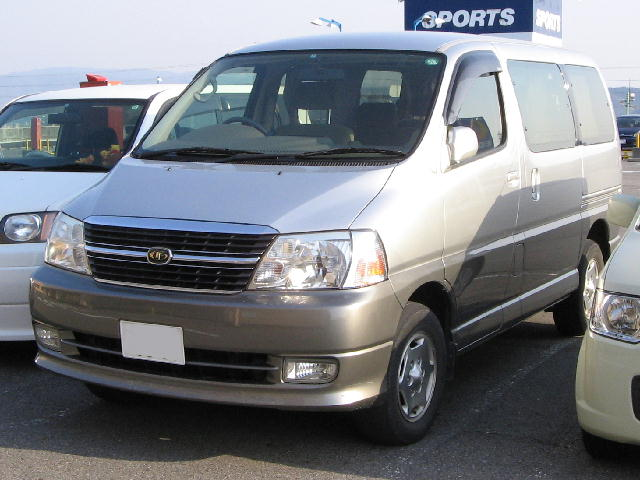
토요타 그란비아(후기형) 정측면
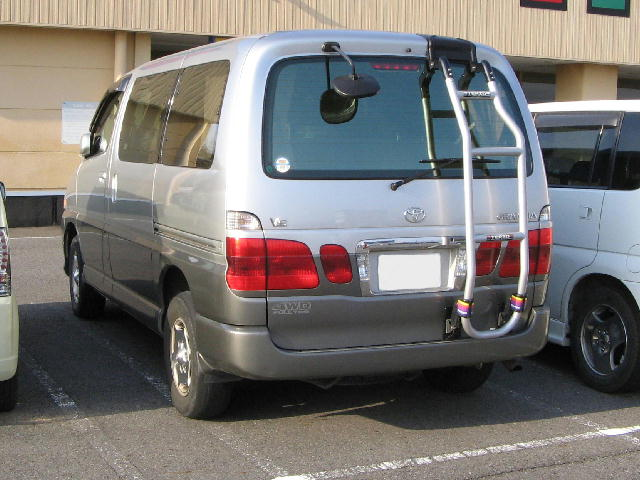
토요타 그란비아(후기형) 후측면
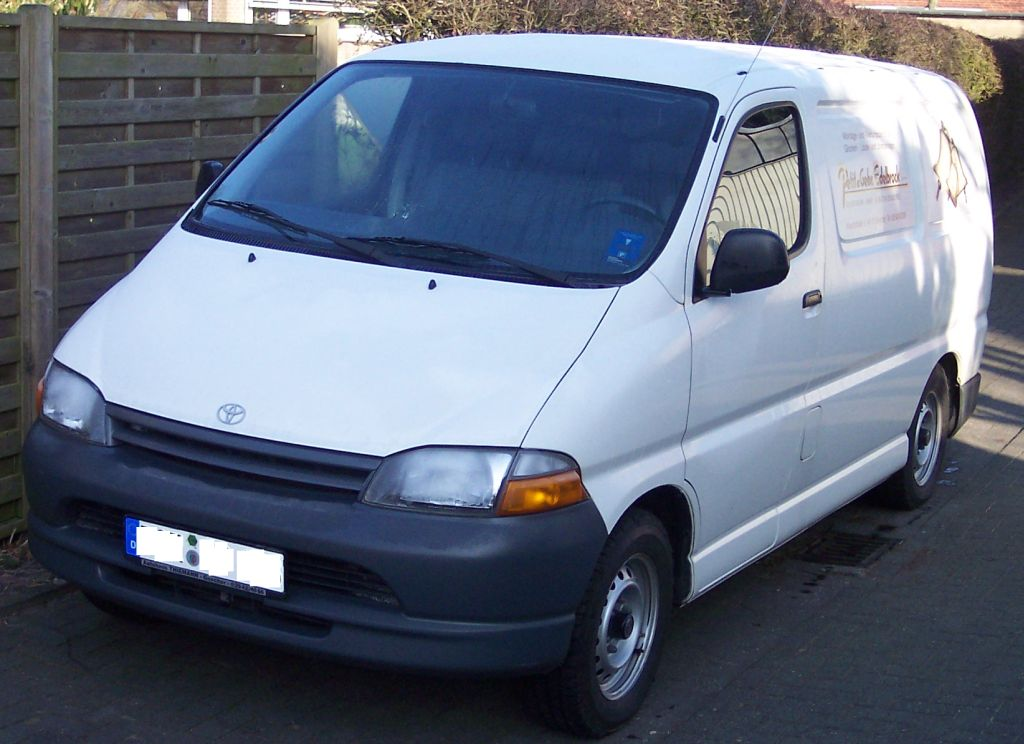
토요타 하이에이스(유럽 사양 전기형) 정측면
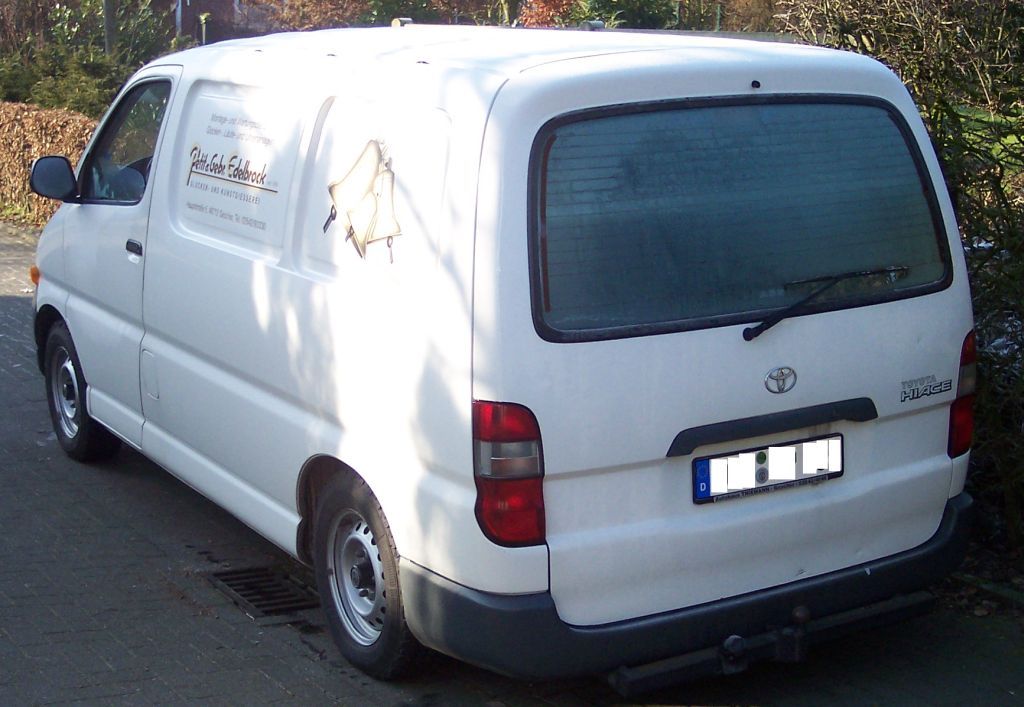
토요타 하이에이스(유럽 사양 전기형) 후측면